# Patiriella mortenseni
Patiriella mortenseni är en sjöstjärneart som beskrevs av O'Loughlin, Waters och Roger Roy 2002. Patiriella mortenseni ingår i släktet Patiriella och familjen Asterinidae.
Artens utbredningsområde är havet kring Nya Zeeland. Inga underarter finns listade i Catalogue of Life.